# Scoloplos marsupialis
Scoloplos marsupialis är en ringmaskart som först beskrevs av Rowland Southern 1921.  Scoloplos marsupialis ingår i släktet Scoloplos och familjen Orbiniidae. Inga underarter finns listade i Catalogue of Life.